# Stegosauria
Die Stegosauria (Latinisierung von altgriechisch στέγος stégos ‚Dach‘ und σαῦρος sauros ‚Eidechse‘), deutsch auch Stegosaurier, sind ein Taxon der Vogelbeckensaurier (Ornithischia). Es handelt sich um quadrupede (vierbeinige), pflanzenfressende Dinosaurier, die durch eine Doppelreihe von knöchernen Platten oder Stacheln entlang des Rückens und der Oberseite des Schwanzes charakterisiert waren. Namensgeber und bekanntester Vertreter war Stegosaurus, insgesamt sind jedoch über ein Dutzend Gattungen beschrieben worden.

## Merkmale

### Allgemeiner Körperbau
Stegosaurier waren mittelgroße Dinosaurier, die eine Länge von 3 bis 9 Metern erreichten. Die Vordergliedmaßen waren kurz und kräftig, die Hintergliedmaßen lang und säulenartig. Die Zehen aller Beine endeten in breiten Hufen. Bei allen Stegosauriern (mit Ausnahme des urtümlichen Huayangosaurus) waren die Hinterbeine deutlich länger als die Vorderbeine, was sie in eine nach vorn gebeugte Haltung brachte und den Kopf nahe am Boden positionierte. Auch war der Unterschenkel der Hinterbeine verglichen mit dem Oberschenkel relativ kurz. Daraus schließt man, dass diese Tiere sich nur langsam fortbewegen konnten. Der Schwanz war lang und wurde vermutlich waagrecht gestreckt gehalten.

### Knochenplatten am Rücken
Eines der größten Merkmale der Stegosauria waren die in einer Doppelreihe entlang des Rückens und Schwanzes angeordneten Knochenplatten (Osteodermen). Diese unterschieden sich beträchtlich in ihrer Form und dienen als wichtiges Unterscheidungsmerkmal der einzelnen Gattungen. Bei einigen Vertretern (wie Stegosaurus und Lexovisaurus) waren sie groß, sehr dünn und blattförmig; bei anderen (wie Tuojiangosaurus) eher kegelförmig und manchmal (wie Kentrosaurus) spitz und dornenartig. Die Knochenplatten waren nicht direkt mit dem Skelett verbunden, sondern staken in der Haut, sodass ihre genaue Anordnung ungeklärt ist. Anfänglich vermutete man, dass sie wie ein Panzer flach am Rücken der Tiere lagen; neuere Funde lassen allerdings vermuten, dass sie aufgerichtet waren. Ob sie dabei parallel oder gegenseitig versetzt angeordnet waren, ist ebenso umstritten wie ihre Funktion.
Ursprünglich wurden sie meist für eine Verteidigungswaffe gehalten, dafür scheinen sie jedoch zu zerbrechlich und ungünstig platziert zu sein, da sie die Seiten des Tieres ungeschützt ließen. Andere Theorien sehen in den Knochenplatten eine Möglichkeit zur Thermoregulation. Dies wurde dadurch unterstützt, dass in den großen Knochenplatten von Stegosaurus feine Rillen vorhanden sind, die vermutlich Blutgefäße beherbergten. Die Tiere könnten so ihre Platten der Sonne ausgesetzt haben, um ihre Körpertemperatur schneller steigen zu lassen, oder sie zur Kühlung abgewendet haben. Untersuchungen haben ergeben, dass die thermoregulatorische Effektivität bei einer versetzten Anordnung der Platten größer gewesen wäre als bei einer parallelen. Gegen diese Theorien spricht, dass die Platten bei vielen Stegosauriern nicht dünn und blattförmig, sondern kegel- oder stachelartig waren und so zur Thermoregulation ungeeignet waren.
Jüngere Theorien gehen eher von einer visuellen Funktion der Knochenplatten aus. Möglicherweise wurden sie zur Schau gestellt, um die Gruppenhierarchie zu etablieren oder als eine Form des Balzverhaltens. Es ist zwar kein Geschlechtsdimorphismus in der Form und Größe der Platten bekannt, allerdings sind die Funde vielfach zu spärlich, um das auszuschließen. Eventuell dienten die Platten auch dazu, die scheinbare Höhe der Tiere zu vergrößern, um Fressfeinde einzuschüchtern. Wieder andere Theorien gehen davon aus, dass die Platten der Identifikation dienten. Allerdings ist auch eine Kombination dieser Funktionen durchaus denkbar.

### Stacheln an Schwanz und Schulter

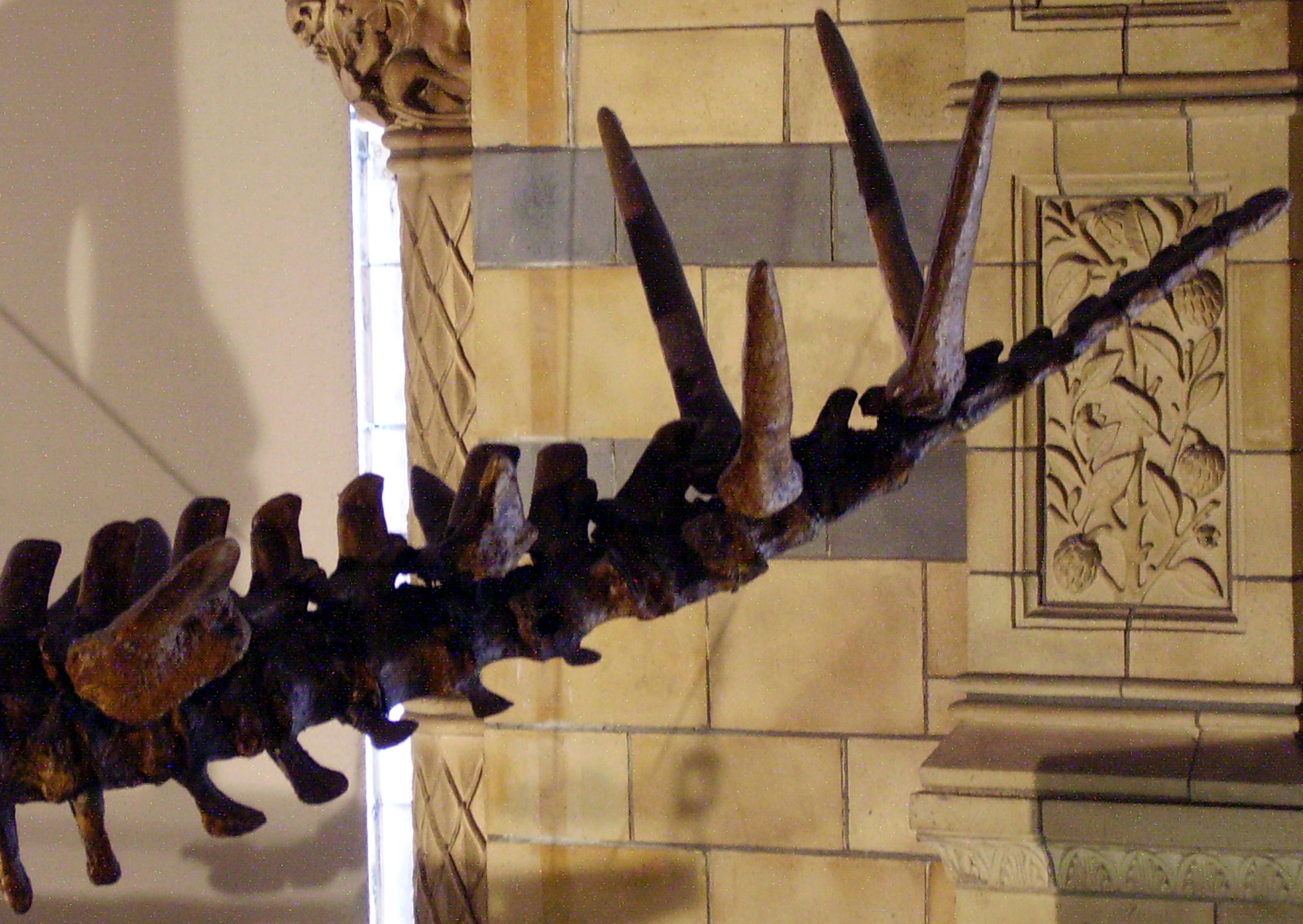
Stacheln am Schwanz von Tuojiangosaurus

Alle Stegosaurier hatten an ihrer Schwanzspitze ein oder mehrere Paare spitzer Stacheln, die im Gegensatz zu den Knochenplatten fest mit dem Skelett verwachsen waren. Diese Stacheln dienten höchstwahrscheinlich Verteidigungszwecken, durch das Hin- und Herschwingen des Schwanzes konnten sie Fressfeinde verwunden. In Anlehnung an einen Cartoon von Gary Larson werden die Schwanzstacheln im Englischen halb humorvoll als „Thagomizer“ bezeichnet. Ältere Darstellungen zeigen die Schwanzstacheln oft nach oben gerichtet, jüngere Untersuchungen lassen eher eine waagrechte Position erkennen, was für Verteidigungszwecke weit effektiver wäre.
Unklarer ist der Bau und die Funktion der Stacheln im Schulterbereich. Diese sind nur von einigen Stegosauriern bekannt, etwa bei Huayangosaurus, Tuojiangosaurus und besonders groß bei Lexovisaurus und Gigantspinosaurus; bei Stegosaurus fehlen sie hingegen. Bei Kentrosaurus werden diese Stacheln oft im Bereich des Beckens vermutet, das dürfte aber falsch sein. Ob diese Schulterstacheln zur Verteidigung oder visuellen Zwecken dienten, ist umstritten. Ein möglicher Geschlechtsdimorphismus in der Länge dieser Stacheln bei Lexovisaurus lässt eher an die zweite Möglichkeit denken.

### Kopf und Zähne

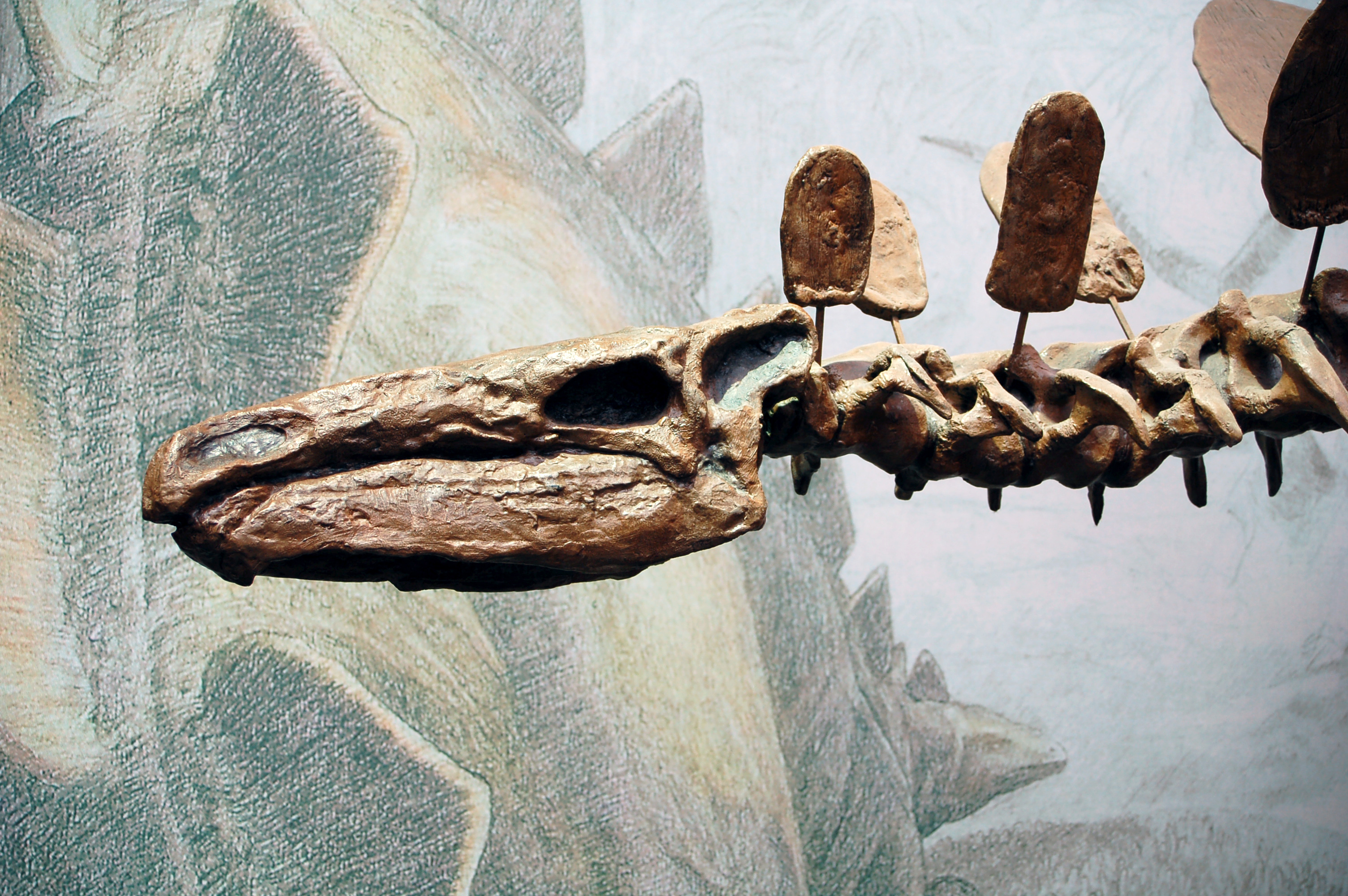
Skelett von Stegosaurus: Deutlich ist der kleine, langgestreckte Schädel zu sehen

Die Köpfe der Stegosaurier waren verglichen mit dem übrigen Körper klein und bedingt durch die kurzen Vorderbeine nahe am Boden positioniert. Mit Ausnahme des urtümlichen Huayangosaurus waren die Schädel schlank und langgestreckt. Bei Huayangosaurus trug das Praemaxillare (der vorderste Knochen des Oberkiefers) noch Zähne, bei den übrigen Stegosauriern ist es zahnlos und bildet einen scharfen Hornschnabel, der eine selektive Nahrungssuche begünstigte.
Die Zähne der Stegosaurier waren klein, annähernd dreieckig und einfach gebaut. Ausgeprägte Kauflächen fehlen, was ein gründliches Zermahlen der Nahrung nicht zuließ. Der Muskelfortsatz am Unterkieferast (Processus coronoideus) war nur schwach ausgeprägt, was auf eine relativ schwache Kaumuskulatur schließen lässt. Aufgrund der nach innen eingerückten Stellung der Zähne wird vermutet, dass Stegosaurier Wangen hatten.

### Das Gehirn und das „zweite Gehirn“
Der Hirnschädel der Stegosaurier war klein und dementsprechend stehen diese Tiere landläufig in dem Ruf, nur über minimale geistige Fähigkeiten verfügt zu haben. Tatsächlich betrug die geschätzte Hirnmasse nur 0,001 % des Körpergewichts, allerdings hatten Ankylosauria und Sauropoden relativ kleinere Gehirne als Stegosaurier. Abgüsse der Gehirnschale liegen von Stegosaurus und Kentrosaurus vor, diese weisen auf ein kleines, langgestrecktes Gehirn hin, bei dem aber die Riechkolben gut entwickelt waren. Die Ausmaße von Dinosauriergehirnen sind aber nicht genau bekannt, da unklar ist, ob das Gehirn die gesamte Hirnschale ausfüllte (was bei Echsen und Krokodilen nicht, wohl aber bei Vögeln der Fall ist). Rückschlüsse auf die Intelligenz dieser Tiere sind nur bedingt möglich, da zum einen aufgrund der Allometrie kleinere Tiere oft vergleichsweise größere Gehirne haben. Zum anderen belegt die Tatsache, dass die Stegosaurier zumindest 70 Millionen Jahre überlebten, dass ihre geistigen Fähigkeiten für ihren Lebensstil vollkommen ausreichend waren.
Bald nach der Beschreibung des Tieres wurde eine große Aushöhlung in der Beckenregion des Wirbelkanals entdeckt, die eine Struktur beherbergen konnte, die bis zu 20 Mal größer als das Gehirn war. Dies führte zu der berühmten Idee, dass die Stegosaurier eine Art „zweites Gehirn“ im Schwanzansatz besaßen, welches zur Kontrolle von Reflexen der hinteren Körperhälfte gedient haben sollte. Während die Idee eines „zweiten Gehirns“ heute einhellig zurückgewiesen wird, wurde die These geäußert, dieser Hohlraum könnte einen Glykogen-Körper beherbergt haben, der sich in gleicher Form auch bei den heutigen Vögeln findet. Glykogen ist die Speicherform der Kohlenhydrate und dient der kurz- bis mittelfristigen Speicherung und Bereitstellung des Energieträgers Glucose. Der Hohlraum könnte also der Versorgung des Nervensystems gedient haben, die genaue Funktionsweise ist aber nicht bekannt.

## Vermutete Lebensweise

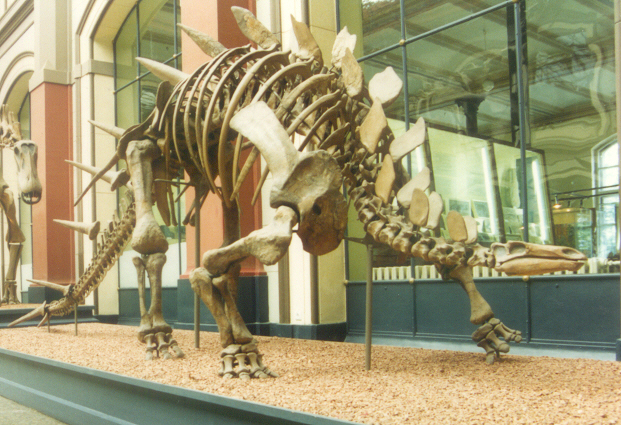
Skelett von Kentrosaurus

### Sozialverhalten und Entwicklung
Verglichen mit anderen Dinosauriergruppen sind von den Stegosauriern nur verhältnismäßig wenige Fossilien überliefert, die kaum Rückschlüsse auf das Sozialverhalten dieser Tiere zulassen.
Nur von Kentrosaurus wurden die Überreste von mehreren Tieren beieinander gefunden, was eventuell einen Hinweis auf eine zumindest zeitweilige Herdenbildung zulässt. Für die anderen Arten fehlen diese Daten. Wie oben erwähnt, könnten die Knochenplatten und die Schulterstacheln der visuellen Kommunikation – der Etablierung einer Hierarchie oder dem Balzverhalten – gedient haben. Leichte Anzeichen eines Geschlechtsdimorphismus (die Länge der Schulterstacheln sowie Unterschiede in der Anzahl der Rippen) können ebenfalls in diese Richtung andeuten, für genauere Vermutungen fehlen schlicht die Funde.
Auch über die Individualentwicklung der Stegosauria ist kaum etwas bekannt. Es gibt keine Funde von Nestern, Eiern, Eischalen oder Schlüpflingen. Nur von einigen Gattungen sind Jungtiere überliefert.

### Ernährung
Der niedrig positionierte Kopf und die Zähne lassen darauf schließen, dass sich Stegosauria vorwiegend von Pflanzen in Bodennähe (bis 1 Meter Höhe) ernährten. Vermutlich fraßen sie Moose, Farne, Palmfarne, Koniferen oder Früchte. Einer Theorie zufolge konnten sich Stegosaurier auf die Hinterbeine aufrichten, wobei sie sich mit dem Schwanz aufstützen und so Nahrung bis in 6 Meter Höhe erreichen. Andere Forscher halten hingegen das Aufrichten aufgrund der Struktur des Schwanzes für nicht möglich.
Wie oben erwähnt, waren die Zähne klein und wenig zum Zermahlen geeignet und die Kaumuskulatur eher schwach. Die genauen Methoden der Nahrungsverarbeitung sind noch ungeklärt, zumal im Gegensatz zu anderen pflanzenfressenden Dinosauriern auch keine Gastrolithen (Magensteine) bei ihnen gefunden wurden.

## Entdeckungs- und Forschungsgeschichte

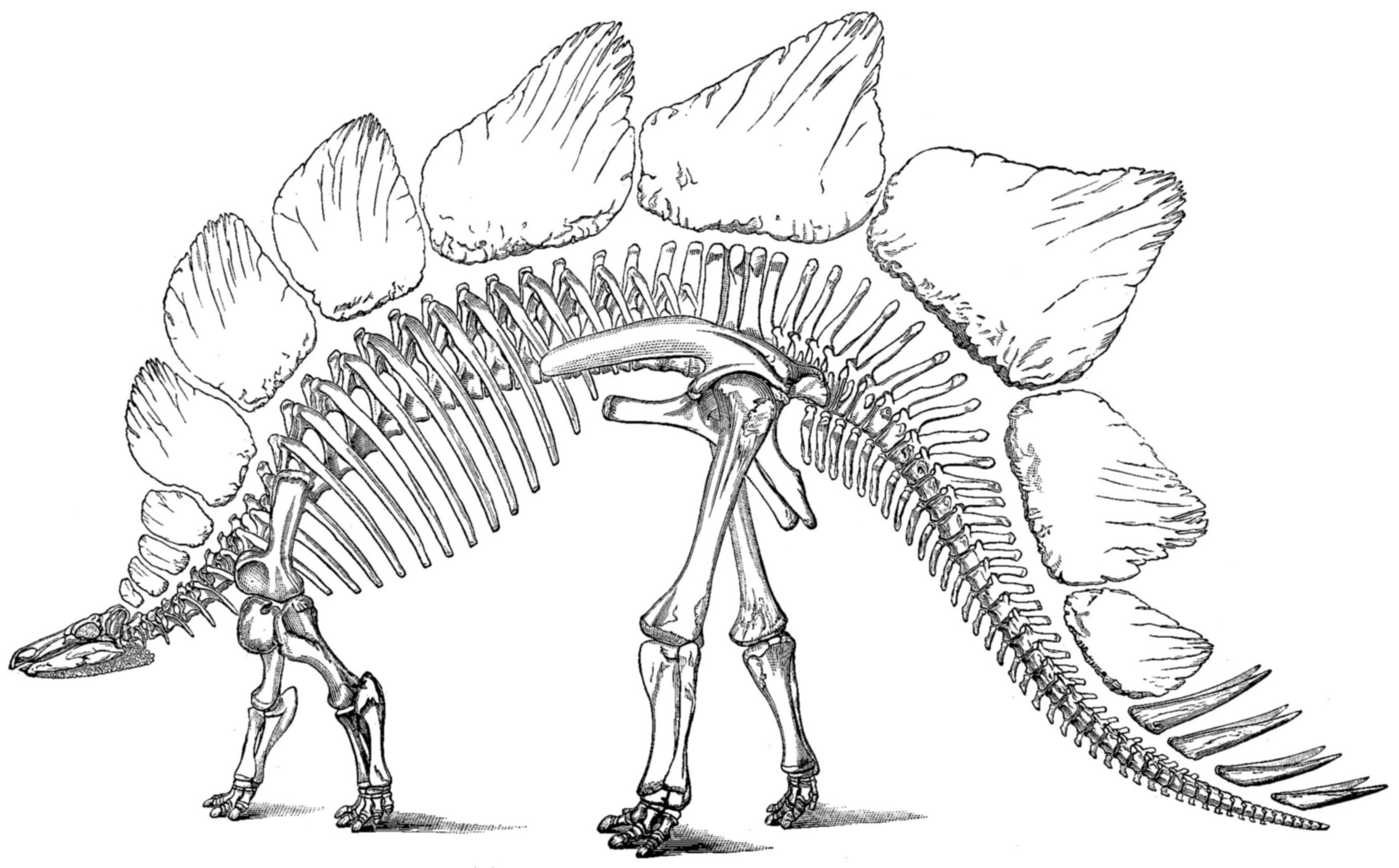
Darstellung des Skeletts von Stegosaurus von Othniel Charles Marsh (1896)

Die frühesten Funde von Stegosauriern wurde Mitte des 19. Jahrhunderts in England gemacht und unter anderem von Owen, Mantell und Seeley untersucht. Aufgrund des zerstückelten Zustands der Funde konnten noch keine genauen Angaben über diese Tiere gemacht werden – es sind die heute als Dacentrurus und Lexovisaurus bekannten Stegosaurier.
Ende des 19. Jahrhunderts entdeckte Othniel Charles Marsh in der Morrison-Formation in Nordamerika zahlreiche Überreste von Stegosaurus und konnte so erstmals ein genaueres Bild dieser Tiere schaffen. Charles Gilmore veröffentlichte 1914 die erste ausführliche Untersuchung der Stegosaurier. Nächster wichtiger Fund war Kentrosaurus durch die afrikanische Tendaguru-Expedition unter Werner Janensch kurz vor dem Ersten Weltkrieg.
Nach dem Zweiten Weltkrieg kamen die ersten chinesischen Stegosaurier zutage; besonders ergiebig war die Shaximiao-Formation in Sichuan, in der unter anderem Chialingosaurus, Tuojiangosaurus und Huayangosaurus zu Tage gefördert wurden. Bislang jüngste Funde sind Hesperosaurus, der 2001 wiederum in der Morrison-Formation ausgegraben wurde, und Miragaia aus Portugal.
Systematische und kladistische Untersuchungen zu diesen Tieren wurden vor allem von Peter Galton und Paul Upchurch beziehungsweise Paul Sereno und Dong Zhiming durchgeführt.

## Verbreitung und Entwicklungsgeschichte
Gut erhaltene Fossilienfunde der Stegosauria sind aus Nordamerika, Westeuropa, Ostasien und Afrika bekannt; Fußspuren (Ichnofossilien) und Einzelknochen auch aus Südamerika und Australien, sodass von einer weltweiten Verbreitung dieser Tiere ausgegangen werden kann. Paläobiogeografisch lässt sich diese Verbreitung auch damit erklären, dass der Superkontinent Pangaea zu ihrer Zeit wenn überhaupt, erst wenig auseinandergebrochen war, weshalb sie sich weitgehend ungehindert ausbreiten konnten.
In einer 2025 veröffentlichten Studie erstellen Sergio Sánchez-Fenollosa und Alberto Cobos ein neues Chronogramm für die Stegosaurier. Dieses unterstützt die Annahme, dass die Gruppe der Stegosaurier erstmals im frühen Jura auftrat, sich im mittleren Jura rasch diversifizierte, zumindest im späten Jura zu wichtigen Bestandteilen der Ökosysteme wurde und im frühen Kreidezeitalter zurückging.
Die möglichen frühesten Spuren der Stegosauria stammen aus dem unteren Jura (Hettangium vor etwa 198 Millionen Jahren). Es handelt sich dabei aber um umstrittene Fußspuren. Die ältesten Einzelknochenfunde stammen aus dem Mitteljura (Bajocium). Der älteste besser bekannte Vertreter war Huayangosaurus, der vor etwa 170 bis 168 Millionen Jahre lebte. Ihre Blütezeit erlebten die Stegosauria im Oberjura (vor 163 bis 145 Millionen Jahren), aus dieser Zeit gibt es nahezu weltweite Funde. Aus Europa liegt aussagekräftiges Schädelmaterial für Dacentrurus vor, der im späten Jura vor etwa 150 Millionen Jahren lebte.
Auch aus der frühen Unterkreide sind noch einige Vertreter überliefert, allerdings in spärlicherem Ausmaß. Einer der letzten bekannten Vertreter ist Wuerhosaurus, der vor etwa 100 Millionen Jahren ausstarb. Möglicherweise haben die sich in der Kreidezeit entwickelnden Ankylosauria, die vielleicht ähnliche ökologische Nischen besetzten, die Stegosauria verdrängt. Umstritten ist der jüngste Stegosaurier-Fund, Dravidosaurus, rund 85 Millionen Jahre alt, aus Indien. Es ist denkbar, dass die Stegosaurier in der geographischen Isolations Indiens während der Kreidezeit (der Subkontinent war damals eine Insel) länger als anderswo überlebt haben könnten, allerdings sind die Funde von Dravidosaurus sehr schlecht erhalten und werden von manchen Forschern für einen Plesiosaurier gehalten.
Das Massenaussterben der Dinosaurier am Ende der Kreidezeit haben die Stegosauria mit ziemlicher Sicherheit nicht mehr erlebt.

## Systematik

### Äußere Systematik
Die Schwestergruppe der Stegosauria sind die Ankylosauria, die ebenfalls mit Knochenplatten bedeckt waren, die bei ihnen aber die Form einer Panzerung annahmen. Stegosauria und Ankylosauria bilden gemeinsam das Taxon Eurypoda. Zusammen mit einigen urtümlichen Vertretern aus dem Unteren Jura (zum Beispiel Scutellosaurus und Scelidosaurus) bilden die Eurypoda das Taxon der Thyreophora („Schildträger“). Diese werden in die Vogelbeckensaurier (Ornithischia) eingeordnet. Ein vereinfachtes Kladogramm, das nur die wichtigsten Taxa wiedergibt, sieht folgendermaßen aus:
|          | urtümliche Vertreter                                         |
|          |                                                              |
| Eurypoda | \| \| Ankylosauria \| \| \| \| \| \| Stegosauria \| \| \| \| |
|          | \| \| Ankylosauria \| \| \| \| \| \| Stegosauria \| \| \| \| |
|          | Ankylosauria                                                 |
|          |                                                              |
|          | Stegosauria                                                  |
|          |                                                              |

|  | Ankylosauria |
|  |              |
|  | Stegosauria  |
|  |              |

|          | urtümliche Vertreter                                         |
|          |                                                              |
| Eurypoda | \| \| Ankylosauria \| \| \| \| \| \| Stegosauria \| \| \| \| |
|          | \| \| Ankylosauria \| \| \| \| \| \| Stegosauria \| \| \| \| |
|          | Ankylosauria                                                 |
|          |                                                              |
|          | Stegosauria                                                  |
|          |                                                              |

|  | Ankylosauria |
|  |              |
|  | Stegosauria  |
|  |              |

|          | urtümliche Vertreter                                         |
|          |                                                              |
| Eurypoda | \| \| Ankylosauria \| \| \| \| \| \| Stegosauria \| \| \| \| |
|          | \| \| Ankylosauria \| \| \| \| \| \| Stegosauria \| \| \| \| |
|          | Ankylosauria                                                 |
|          |                                                              |
|          | Stegosauria                                                  |
|          |                                                              |

|  | Ankylosauria |
|  |              |
|  | Stegosauria  |
|  |              |

|          | urtümliche Vertreter                                         |
|          |                                                              |
| Eurypoda | \| \| Ankylosauria \| \| \| \| \| \| Stegosauria \| \| \| \| |
|          | \| \| Ankylosauria \| \| \| \| \| \| Stegosauria \| \| \| \| |
|          | Ankylosauria                                                 |
|          |                                                              |
|          | Stegosauria                                                  |
|          |                                                              |

|  | Ankylosauria |
|  |              |
|  | Stegosauria  |
|  |              |

### Innere Systematik

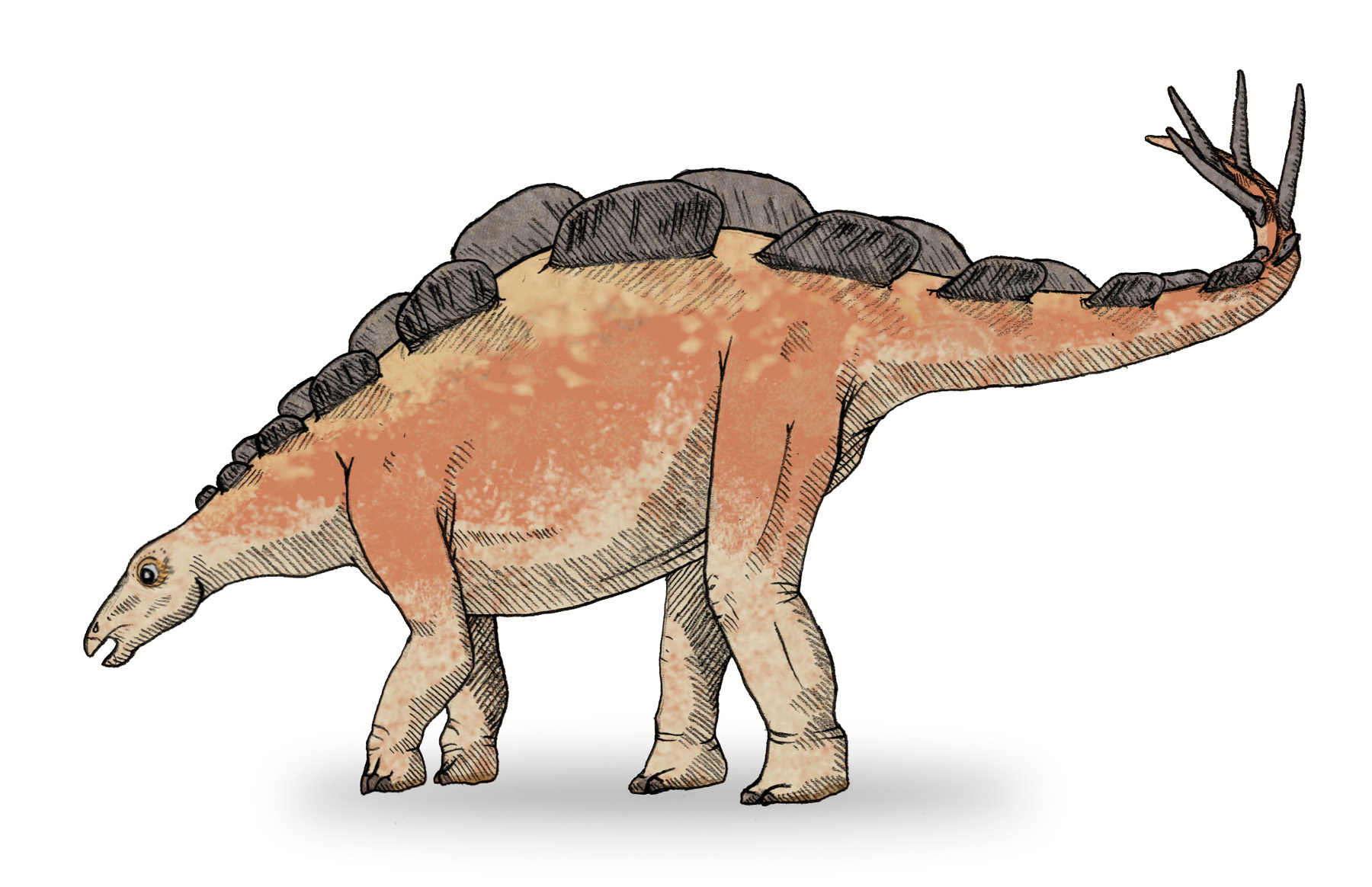
Wuerhosaurus

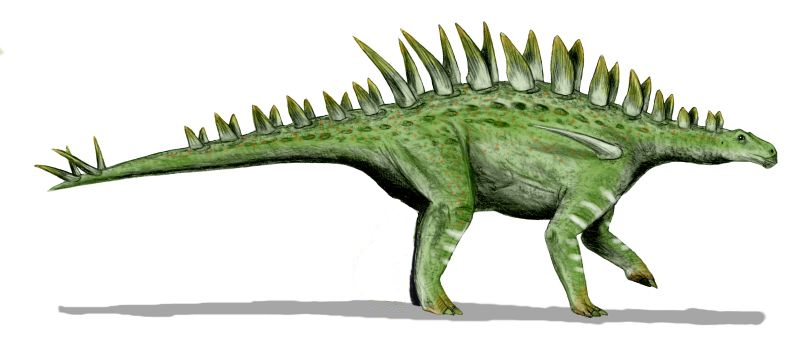
Huayangosaurus

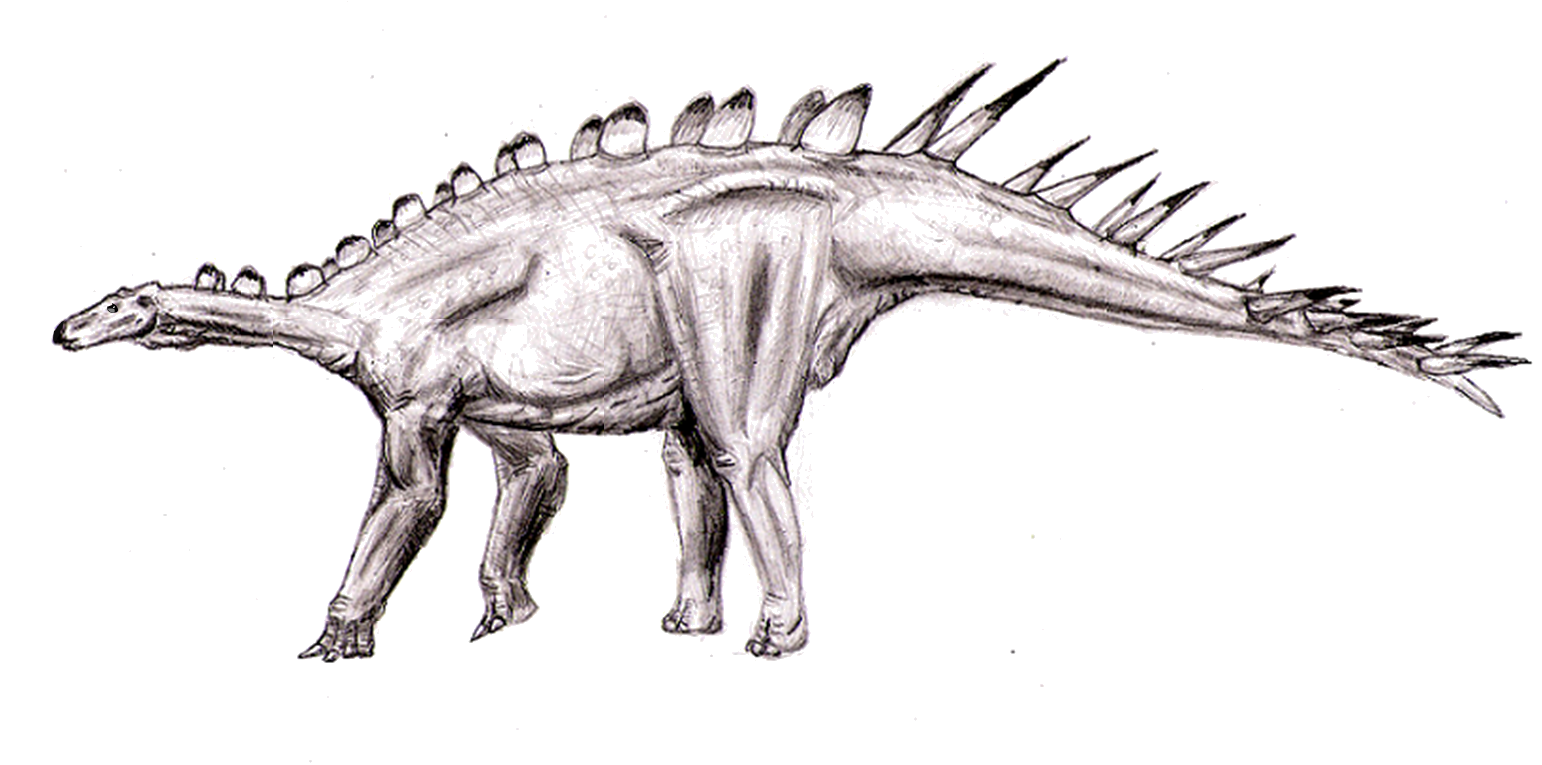
Dacentrurus

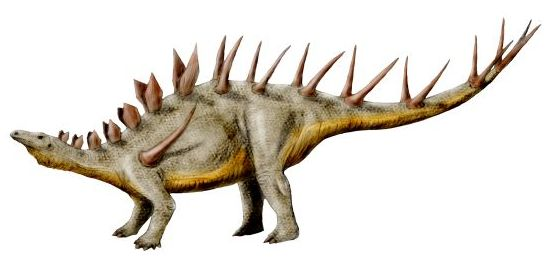
Kentrosaurus

Die Stegosauria sind eine gut belegte monophyletische Gruppe. Sie lassen sich in zwei Familien einteilen, die Huayangosauridae (mit Huayangosaurus als einzigem Vertreter) und die Stegosauridae, die die übrigen Arten zusammenfassen. 
Die Huayangosauridae unterscheiden sich von den übrigen Stegosauriern unter anderem darin, dass das Praemaxillare (der vorderste Knochen des Oberkiefers) noch Zähne trug und die Vorderbeine annähernd gleich lang waren wie die Hinterbeine.
Innerhalb der Stegosauridae gelten Dacentrurus, Bashanosaurus und wahrscheinlich auch Chungkingosaurus als basale Vertreter, die übrigen Arten werden als Stegosaurinae zusammengefasst. Die Abstammungsverhältnisse innerhalb der Stegosaurinae sind weitgehend ungeklärt.
Die Stegosauria umfassen folgende Gattungen:
Stegosauria
- Huayangosauridae
  - Huayangosaurus
- Stegosauridae
  - Adratiklit[11]
  - Bashanosaurus[12]
  - Chungkingosaurus?
  - Dacentrurinae
    - Dacentrurus
    - Miragaia[13]
    - Thyreosaurus[14]

  - Stegosaurinae
    - Chialingosaurus
    - Craterosaurus
    - Dravidosaurus (umstritten)
    - Hesperosaurus
    - Kentrosaurus
    - Lexovisaurus
    - Monkonosaurus
    - Paranthodon
    - Stegosaurus
    - Tuojiangosaurus
    - Wuerhosaurus
    - Yanbeilong[15]
- Incertae sedis (Zuordnung unklar)
  - Baiyinosaurus[16]
  - Gigantspinosaurus
  - Isaberrysaura[17][18]

- - Jiangjunosaurus
- Nomina dubia (Funde zu spärlich für eine genauere Einordnung)
  - Regnosaurus

Sánchez-Fenollosa und Cobos ordneten 2025 die Stegosaurier neu und führten die neue Untergruppe Neostegosauria ein, die die späten Vertreter der Stegosauridae, die Dacentrurinae und Stegosaurinae, umfasst.